# Marina del Pilar Ávila Olmeda
Marina del Pilar Ávila Olmeda (Mexicali, Baja California; 19 de octubre de 1985) es una abogada y política mexicana, militante del partido Movimiento Regeneración Nacional. Actualmente es gobernadora del Estado de Baja California, desde el 1 de noviembre de 2021. Previamente fungió como diputada federal por el distrito 2 de Baja California en la LXIV Legislatura del Congreso de la Unión, de 2018 a 2019, y también como la presidenta municipal de Mexicali, de 2019 a 2021.

## Biografía
Marina del Pilar Ávila Olmeda nació el 19 de octubre de 1985 en Mexicali, Baja California; sus padres son Marina del Pilar Olmeda García y José María Francisco Ávila Hernández; ambos abogados y catedráticos. Por entrevista, se relata su infancia rodeada de temas jurídicos y políticos por la profesión de sus padres, lo que le llamó atención el servicio público. Tenía como pasatiempos actividades deportivas como la charrería y en actividades artísticas como el ballet y la música.
Su participación activa en la vida política, comenzó a partir del 2015, coincidiendo con el nacimiento de su primera hija, también llamada Marina del Pilar, conocida como Marinita.
El 29 de septiembre de 2019, Ávila Olmeda se casó con el político y exdiputado federal y local, Carlos Torres Torres, matrimonio del cual nació su segundo hijo en 2022, en California.
Siendo gobernadora en ejercicio durante su segundo embarazo, como el primer caso de una mandataria estatal en México que ejerció el cargo estando en periodo de gestación. En relación con esto, no solicitó licencia de maternidad, ni designó a un Titular del Ejecutivo sustituto, por lo que continuó trabajando a distancia los días que, por el nacimiento de su bebé, no debería asistir por indicaciones de sus médicos.

## Trayectoria Académica
En el 2005, Marina del Pilar Ávila Olmeda estudió la Licenciatura en Derecho en el Centro de Enseñanza Técnica y Superior (CETYS Universidad), concluyendo sus estudios en el 2009, y obteniendo el reconocimiento de Alumna Distinguida por alto Rendimiento Académico; posteriormente realizó dos maestrías, la primera en Derecho Público por la Escuela de Graduados en Gobierno y Política Pública del Instituto Tecnológico y de Estudios Superiores de Monterrey, de agosto de 2010 a diciembre de 2011, con la tesis: “La Edad de Responsabilidad Penal en el Sistema Jurídico Mexicano”. La segunda, en Administración Pública por la Facultad de Ciencias Sociales y Políticas de la Universidad Autónoma de Baja California de 2014 a 2016, en la cual después de una etapa de selección fue aceptada como Becaria Conacyt.
En su camino por la academia, Ávila Olmeda publicó artículos en revistas y editoriales jurídicas, destaca el titulado “Evolución del Instituto Electoral y de Participación Ciudadana de Baja California" y también participó como coautora dentro del capítulo “Reflexiones en torno a la docencia e investigación sobre el derecho constitucional para la formación jurídica” del libro “Constitucionalismo. Dos siglos de su nacimiento en América Latina”, publicado por el Instituto de Investigaciones Jurídicas de la Universidad Nacional Autónoma de México.
Ávila Olmeda siguió desenvolviéndose en el ámbito académico como docente en la Facultad de Ciencias Sociales y Políticas de la Universidad Autónoma de Baja California.

## Trayectoria política

### Inicios en la política
Marina del Pilar Ávila Olmeda se afilia al partido Morena en 2015, al sentir afinidad ideológica con los ideales del entonces líder nacional del partido, Andrés Manuel López Obrador. En ese momento, Marina del Pilar ya contaba con trayectoria como abogada y docente, sin embargo, se sumó al proyecto de la “Cuarta Transformación” y se postuló como candidata a Diputada Local por el Distrito III de Baja California, siendo no electa. Al concluir dicho proceso electoral, en 2016 fue nombrada Coordinadora de Organización de Morena en Mexicali, Baja California.

#### Campaña a diputada federal (2018)
Durante el proceso electoral de 2018, Marina del Pilar Ávila Olmeda fue postulada por la coalición “Juntos Haremos Historia” (Morena-PT- PES) como candidata a Diputada Federal por el Distrito II con cabecera en Mexicali,  donde se comprometiá en los debates con la disminución de la tarifa del transporte público para universitarios y adultos mayores, además de bajar el IVA.
Durante dicho proceso electoral, Ávila Olmeda recibió amenazas para que abandonara sus aspiraciones para integrarse al Congreso de la Unión, igualmente fue víctima de violencia política en razón de género.
A pesar de ello, la entonces candidata continuó su campaña, tomando una postura firme en contra de la violencia a la mujer, incluyendo en su discurso la necesidad de fortalecer protocolos de investigación e intensificar la capacitación de los servidores públicos que atienden casos contra los feminicidios, de igual manera el reforzar la prevención y atender con seriedad que los signos de violencia en el noviazgo o violencia doméstica.
El 1 de julio de 2018, Marina del Pilar Ávila Olmeda es electa diputada federal por el II Distrito de Baja California de la LXIV Legislatura del Congreso de la Unión.

### Diputada federal (2018-2019)

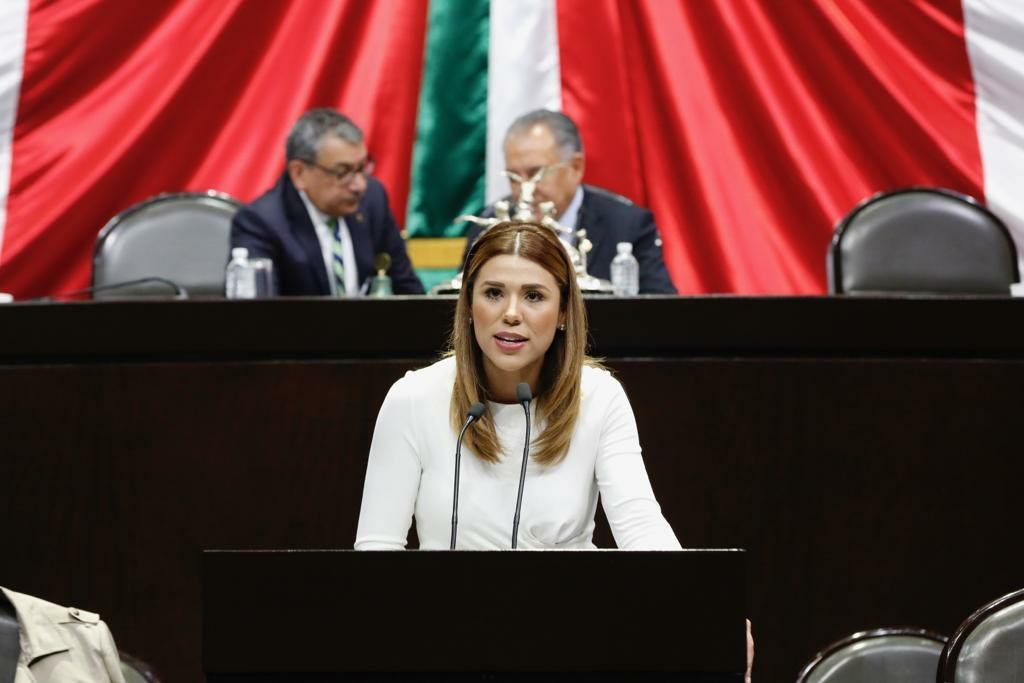
Participación en Tribuna de la Cámara de Diputados del Congreso de la Unión (septiembre de 2018)

Inicio en funciones como Diputada Federal de la LXIV Legislatura el 1 de septiembre de 2018, participando como Secretaría de la Comisión de Desarrollo Metropolitano, Urbano, Ordenamiento Territorial y Movilidad, e Integrante de las Comisiones de Asuntos Frontera Norte y la de Gobernación y Población. Sobre su trabajo legislativo, destacan las iniciativas aprobadas, para incrementar la pena a delitos del turismo sexual y del delito de violencia familiar, como delitos que ameritan prisión preventiva oficiosa.
Destacó su participación legislativa en los debates sobre la reducción del IVA en la frontera norte, como de la transparencia de recursos estatales, eliminación del fuero, atención a la crisis migratoria en Baja California y en la liberación de recursos orientados a la remodelación adecuada de la garita internacional de Mexicali.
El 1 de marzo de 2019 solicitó licencia para buscar la candidatura de Morena para competir por la Alcaldía de Mexicali.

### Presidenta municipal de Mexicali (2019-2021)

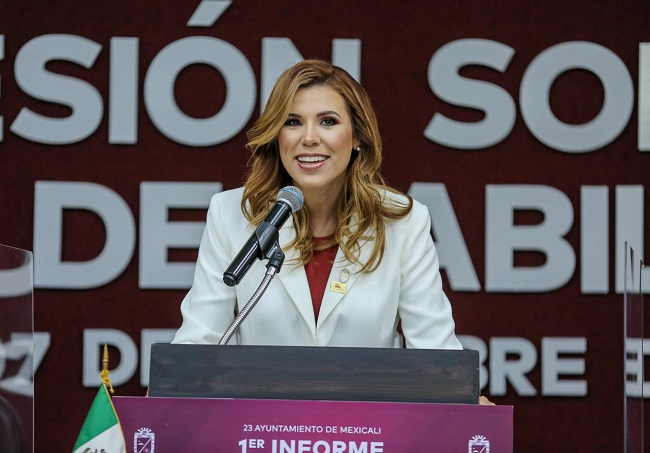
Primer Informe de Gobierno. XXXIV Sesión Solemne de Cabildo (octubre de 2020)

##### Campaña a la Alcaldía de Mexicali (2019)
El 15 de abril de 2019 arrancó su campaña como candidata a la alcaldía de Mexicali por la alianza “Juntos Haremos Historia” integrada por los partidos Morena, PT, PVEM y Transformemos.

La campaña estuvo caracterizada por nuevos ataques de violencia política en razón de género y de una serie de ataques a su vida personal, tal como lo ha relatado en distintas entrevistas:
“(…) fui señalada por mi imagen física, hasta mi sonrisa fue tema de debate, temas que realmente no son importantes para una candidatura, para el ejercicio y el desempeño del servicio público”

“Me enfrenté a una campaña sumamente violenta hacia mi persona, imagen física, el hecho de ser mujer joven y mamá soltera en aquel momento. No escatimaron en meterse con mi vida privada, con mi hija, incluso lo siguen haciendo”
Siendo electa el 2 de junio de 2019, a Presidente Municipal de Mexicali, con el 45.46% de los votos. y tomo protesta oficialmente 30 de septiembre de 2019, en el corazón del Centro Histórico de Mexicali.

#### Presidencia Municipal
Ávila Olmeda inició funciones el 1 de octubre de 2019, teniendo como énfasis la atención de género con la instalación del Instituto Municipal de la Mujer y las oficinas y líneas de Fuerza Rosa, para la atención preventiva a mujeres en riesgo de sufrir violencia.
De igual manera, se revisaron anomalías preexistentes en el sector de infraestructura que habían forzado cancelar 27 obras de la pasada administración, las cuales se licitaron nuevamente, con una inversión de $ 32´195,492.
Su mayor característica fue el impulso cultural y de infraestructura para la comunidad china en Mexicali con la aprobación de la creación de un día especial para celebrar a la comunidad china el 12 de noviembre. En este mismo sentido, se realizaron obras de modernización del Centro Histórico de Mexicali, con una inversión de 39.1 millones de pesos, con especial atención en la famosa “La Chinesca” y con la  inauguración del “Museo Wok” de la Comida China. del cual se vio obligado a cerrar por irregularidades en su construcción en su estructura, humedad y grietas, como en la gestión administrativa de subarrendamiento hasta el abandono tras 2 meses de arrendamiento.
En marzo del 2021, interrumpe su gestión municipal para pedir licencia y postularse como candidata a la gobernatura del estado.

#### Gobernadora de Baja California (2021-Actualidad)

##### Campaña a la gobernatura
Marina del Pilar arrancó su campaña por como candidata de la Coalición “Juntos Haremos Historia en Baja California” Morena-PT-PVEM, el 4 de abril de 2021, en San Quintín, Baja California; de ahí embarcó en gira por todos los municipios del estado.
Durante la campaña fue blanco de diversas agresiones verbales durante su campaña, calificadas por el Tribunal de Justicia Electoral de Baja California, como violencia política de género contra las mujeres La entonces candidata tuvo eventos de cierre de campaña en todos los municipios del estado, concluyendo finalmente en la ciudad de Tijuana, en un evento donde asistieron más de 20 mil simpatizantes.
El 6 de junio de 2021, obtuvo 542 mil 035 votos, lo que representa el 48.4950 por ciento del electorado, y con esa mayoría gana la gubernatura de este estado, celebrando en la ciudad de Mexicali. Mientras que el 15 de junio del mismo año el Instituto Estatal Electoral de Baja California validó el triunfo de Marina del Pilar y le entregó la constancia de mayoría, lo que la acreditó como gobernadora electa del estado. Y tomó protesta como Gobernadora el 31 de octubre del 2021, en Mexicali, convirtiendosé en la primera mujer Gobernadora de Baja California, la Gobernadora más joven en la historia de Baja California y en la primera persona en la historia de México en tomar protesta como Titular del Ejecutivo de una entidad federativa estando embarazada.

##### Gobernadora de Baja California

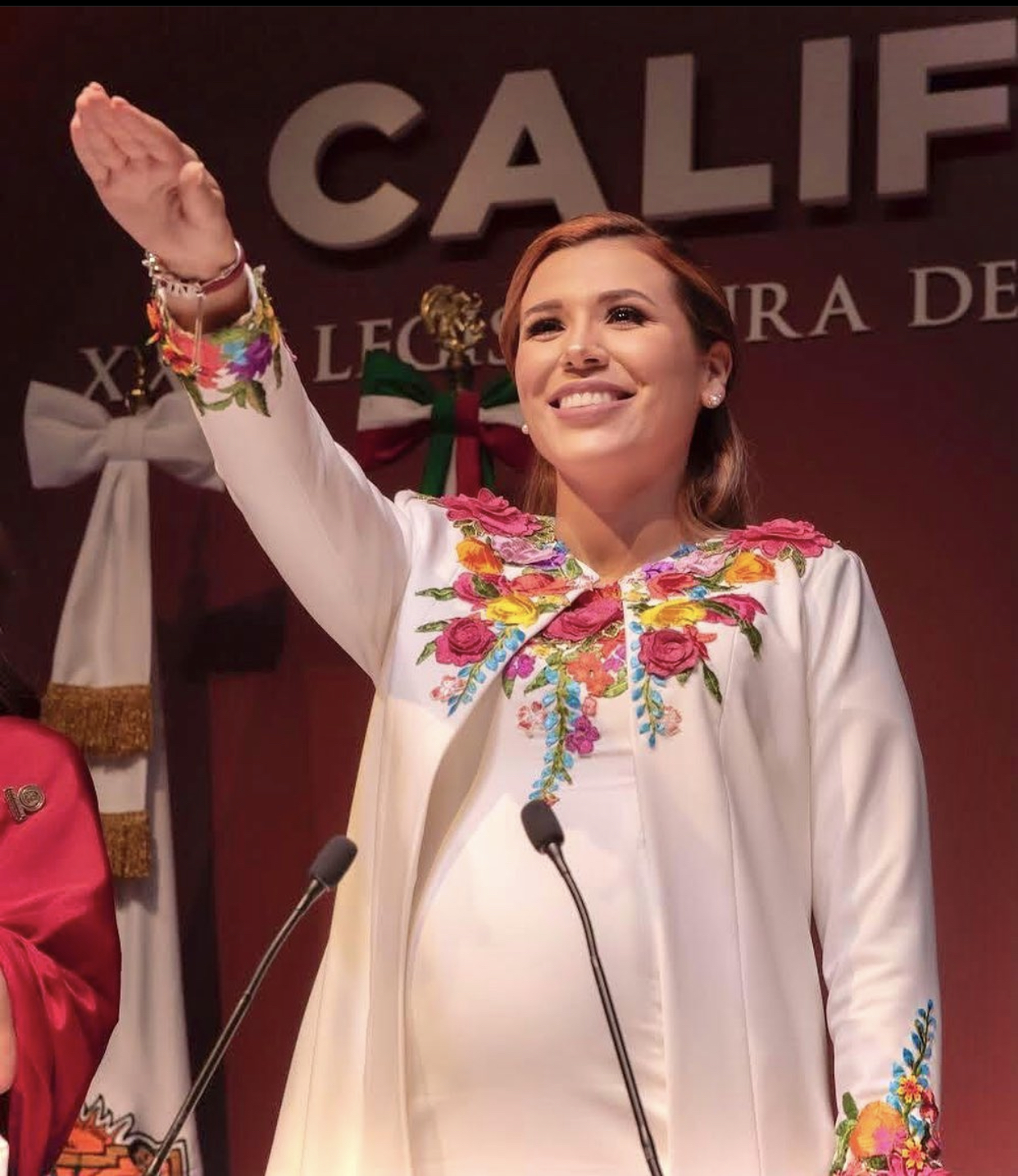
Primera Mujer Gobernadora de Baja California (octubre de 2021)

De su primeros actos, coincidió en la reunión con atletas que representaron a México provenientes de Baja California en los Juegos Olímpicos de Tokio 2020: Aremi Fuentes, Alexa Moreno y Luis Álvarez "El Abuelo”, donde se entregó un apoyo económico a los deportistas, a manera de estímulo y de reconocimiento al trabajo que realizan y como parte de un compromiso que se tenía con los atletas.
Resalta durante su gestión, el impulso económico a la comunidad vitivinicultora en el estado mediante un decreto que elimina el impuesto del 4.5 por ciento sobre el ingreso percibido por la venta de vino. como también en el impulso del proyecto inmobiliario en Valle de Guadalupe, de "Reinos Mágicos de México" por el mismo grupo empresarial de centro comercial y residencial Val´Quirico, en Puebla. 
El 24 de noviembre de 2021, presenta un formato de sesiones informativas, al mismo estilo de otros gobernadores de México y del presidente del gobierno federal, titulado como “Miércoles de Mañanera”, formato en el cual todos los miércoles da una conferencia donde expone proyectos estratégicos e informa sobre temas relevantes del estado, con la participación de medios de comunicación locales.
Otro de los ejes principales, es la atención a la seguridad de las mujeres, con la presentación en Mexicali del programa Puntos Naranja para dar una primera atención a mujeres que sufren o corren riesgo de sufrir algún tipo de agresión, mientras que en Tijuana presentó el Programa  Estatal de Transporte Violeta, un transporte gratuito y exclusivo para mujeres y niños que circulará en las cabeceras municipales del estado.
A pesar de ello, el caso del feminicidio de Paola Bañuelos, estudiante de la UABC que fue secuestrada, agredida sexualmente y asesinada en Mexicali, dentro de la crisis de inseguridad de Baja California, resalto a nivel nacional el poco alcance de los objetivos en violencia contra la mujer durante su gubernatura. Sumándose las declaraciones de Maria Andrade, Fiscal General del Estado de Baja California, sobre la situación de inseguridad “Definitivamente, creo que nos alerta como padres de familia estar al pendiente y como amigos también y como comunidad de que las jovencitas no viajen solas”

#### Ataques criminales en el estado en agosto de 2022
El mayor suceso de criminalidad en Baja California sucedió el 12 de agosto de 2022, cuando integrantes del Cártel Jalisco Nueva Generación incendiaron vehículos, principalmente del transporte público de forma coordinada en todo el estado como protesta a la detención de sus miembros, además de realizar un toque de queda no oficial. Los 36 sitios de ataques violentos fueron registrados en 4 de los 7 municipios de Baja California, generando temor en la población al día siguiente.
Los eventos generaron alerta de seguridad en el consulado de los Estados Unidos en Tijuana, como también del cese de operaciones de todas las rutas de transporte público, generando caos en la ciudadanía que necesitaba retornar a sus hogares; como también del cierre de comercios como la cadena Calimax, el cierre de la UABC (proporcionando refugio a estudiantes que no podan retornar) y de todas las actividades culturales del CECUT. Mientras la gobernadora expresó que trabajaban para regresar a la normalidad a la entidad y confiaba para ello en la unidad de los bajacalifornianos.

## Controversias
La gobernadora Marina del Pilar no ha estado exenta de controversias a su mandato en funciones, desde la opinión pública, como de parte de los medios de comunicación locales y de la ciudadanía.
La principal de sus críticas han sido los constantes viajes que realiza la mandataria fuera del Estado de Baja California, particularmente a la Ciudad de México, donde es frecuente que asista a reuniones de grupos políticos de su partido de carácter no oficial. Sin embargo, estos han sido justificados por la oficina de la gobernadora como legítimos por realizarse fuera de las jornadas oficiales de sus labores como gobernadora. Destacando por esto sus 46 viajes dentro de México de carácter oficial y 6 al extranjero, coincidiendo en varios con eventos de Morena, como también, algunos de los viajes por asuntos partidistas se realizaron sin coincidir plenamente con algún acto oficial. En su mayoría estos fueron durante la campaña presidencial de Claudia Sheinbaum. La mayor parte de los itinerarios de los viajes como de sus gastos, han sido clasificados por razones de seguridad pública.
Durante las elecciones de 2022, dentro de la consulta nacional de revocación de mandato, la gobernadora Marina del Pilar se le ordenó el retiro de varias publicaciones por parte de las autoridades competentes de la Comisión de Quejas y Denuncias del Instituto Nacional Electoral (INE), debido a la alusión de propaganda electoral y promoción, violando la veda electoral. Estos hechos se repitieron en el transcurso de las elecciones federales de 2024, recibiendo quejas y denuncias por parte del Partido Acción Nacional, como también por parte de la ciudadanía, el 15 al 24 de mayo, donde la gobernadora publicito propaganda electoral y de respaldo en comunicados que violaban al proceso electoral.
En 2024, el periodista Gustavo Macalpin fue despedido en vivo durante su programa Ciudadano 2.0 por el director de Canal 66, Luis Arnoldo Cabada, sin notificación previa. Aunque no se confirmaron las causas, el despido se relacionó presuntamente con críticas políticas y comentarios sobre la gobernadora Marina del Pilar y su esposo, Carlos Torres Torres, nombrado coordinador de Proyectos Estratégicos del Ayuntamiento de Tijuana y señalado como aspirante a la presidencia municipal de Tijuana en 2027. El despido fue señalado como un acto de censura y violencia. Durante Las Mañaneras, la presidenta Claudia Sheinbaum expresó su rechazo si el despido hubiera sido motivado por críticas a la gobernadora y pidió a Marina del Pilar la reincorporación del periodista a su espacio.
En 2025, el gobierno de Estados Unidos le revocó la visa de turismo estadounidense a ella y a su esposo, Carlos Torres Torres, coordinador de Proyectos Estratégicos del Ayuntamiento de Tijuana y también afiliado a Morena. Asimismo, presuntamente se les congelaron sus cuentas bancarias en Wells Fargo y Bank of America en San Diego. Las medidas habrían sido motivadas por presuntos reportes sobre lavado de dinero y vínculos con cárteles del narcotráfico. Con ello, ella se convirtió en la primera funcionaria mexicana en funciones a quien se le niega el ingreso a territorio estadounidense. Semanas antes de que este caso saliera a luz, el presidente de Colombia, Gustavo Petro, declaró que su visa también habría sido cancelada por el gobierno estadounidense, poco antes de asistir a reuniones con el Banco Mundial y el Fondo Monetario Internacional.